# Ruy Carlos Ostermann
Ruy Carlos Ostermann (São Leopoldo, 26 de setembro de 1934 — Porto Alegre, 27 de junho de 2025) foi um filósofo, escritor, político e jornalista brasileiro. Recebeu o Título Honorífico de Cidadão de Porto Alegre, em 1998 e a Medalha do Mérito Farroupilha, em 2011.

## Biografia

### Carreira como professor
Ruy Carlos Ostermann formou-se em filosofia pela Universidade Federal do Rio Grande do Sul (UFRGS) em 1963. Enquanto era estudante, em 1961, participou da Campanha da Legalidade.
Depois de formado, lecionou filosofia no Colégio Israelita Brasileiro e no Colégio João XXIII, ambos em Porto Alegre.
Foi professor da Universidade Federal do Rio Grande do Sul, trabalhando como assistente do professor Ernani Maria Fiori até 1964, quando ambos foram cassados pela ditadura miliar.

### Carreira jornalística
Ruy Carlos Ostermann começou sua carreira jornalística trabalhando na Companhia Jornalística Caldas Júnior, onde ingressou em 1962. Na empresa, trabalhou na Rádio Guaíba, Folha da Tarde, Folha da Manhã e Folha da Tarde esportiva.
Sua primeira cobertura de Copa do Mundo foi em 1966, realizada na Inglaterra, por trabalho, pela Rádio Guaíba. No ano de 2006, Ruy fez a cobertura do seu 11° mundial na carreira, completando 44 anos de trabalho em rádio.
Em 1978, ingressou na Rádio Gaúcha para chefiar o Departamento de Esportes. Fazia um comentário em horário nobre, na então TV Gaúcha, pouco antes do Jornal Nacional, chamado "2 Minutos de Esporte".
De 1978 a 2012, Ruy apresentou com diversos outros colegas o Sala de Redação, ficando no programa por 33 anos ininterruptos, sendo considerado o mais longevo âncora do programa. Em 2012, Ruy saiu do programa, sendo substituído por Pedro Ernesto Denardin.
Recebeu o apelido de "Professor", em 1957, quando trabalhava na Folha da Tarde, em razão de sua formação em filosofia na UFRGS.
Ruy foi patrono da Feira do Livro de Porto Alegre, em 2002.
Escreveu no caderno de esportes do jornal Zero Hora e em 2007 passou a fazer parte do grupo de comentaristas da Sportv, no programa Bem Amigos.

### Carreira na administração pública e na política
Foi eleito deputado estadual pelo Rio Grande do Sul duas vezes, nos anos de 1982 e 1986.
Em 1987, foi escolhido como o primeiro secretário de Ciência e Tecnologia do Rio Grande do Sul, durante o governo de Pedro Simon.
Em 1988, assumiu como Secretário de Educação, também durante o governo de Pedro Simon. Durante a sua gestão, a população conquistou o direito de eleger diretamente os diretores de escolas.
Foi o primeiro presidente da mesa diretora do Conselho Deliberativo da TVE-RS e representante eleito entre 1995 e 2001.

### Morte
Ostermann morreu no dia 27 de junho de 2025, aos 90 anos, no Hospital Moinhos do Vento, em Porto Alegre, por complicações de uma pneumonia.

## Encontros com o Professor
Ruy Carlos Ostermann apresentou por muitos anos o programa de entrevistas "Encontros com o Professor". Foram entrevistados escritores, atores, compositores, músicos, jornalistas, atletas e diversas personalidades, sendo que algumas entrevistas foram posteriormente publicadas em livros.
Algumas personalidades entrevistadas entre 2004 e 2013 foram:
| Nome                         | Ramo de atividade                                                           | Anos              |
| ---------------------------- | --------------------------------------------------------------------------- | ----------------- |
| Luis Fernando Verissimo      | escritor e humorista                                                        | 2004, 2008 e 2013 |
| Iván Izquierdo               | escritor e médico                                                           | 2004 e 2009       |
| Arthur de Faria              | cantor e compositor                                                         | 2005              |
| Nei Lisboa                   | cantor e compositor                                                         | 2005, 2008 e 2011 |
| Katia Suman                  | radialista e criadora do Sarau Elétrico                                     | 2005              |
| Vitor Ramil                  | cantor e compositor                                                         | 2005 e 2008       |
| Giba Assis Brasil            | roteirista e diretor de cinema                                              | 2005              |
| Lya Luft                     | escritora                                                                   | 2005 e 2009       |
| Luiz Antonio de Assis Brasil | escritor e professor universitário                                          | 2005              |
| Bebeto Alves                 | cantor e compositor                                                         | 2006 e 2009       |
| Tangos e Tragédias           | grupo musical e teatral                                                     | 2006              |
| Adriana Calcanhotto          | cantora e compositora                                                       | 2006              |
| Renato Borghetti             | compositor e gaiteiro                                                       | 2006              |
| Jorge Furtado                | roteirista e diretor de cinema                                              | 2006 e 2010       |
| Luiz Felipe Scolari          | técnico de futebol                                                          | 2007              |
| Zoravia Bettiol              | artista plástica                                                            | 2007              |
| Otto Guerra                  | chargista e cineasta                                                        | 2007              |
| Santiago                     | chargista                                                                   | 2007              |
| Eduardo Galeano              | escritor                                                                    | 2008              |
| Luis Augusto Fischer         | escritor e professor universitário                                          | 2008, 2011 e 2013 |
| Carlos Jorge Appel           | escritor, professor e ex-secretário da Cultura do Rio Grande do Sul         | 2008              |
| Humberto Gessinger           | cantor e compositor                                                         | 2008 e 2010       |
| Nenhum de Nós                | grupo musical                                                               | 2008              |
| Kleiton & Kledir             | dupla musical                                                               | 2008              |
| Graforréia Xilarmônica       | grupo musical                                                               | 2009              |
| Moacyr Scliar                | escritor e médico                                                           | 2009              |
| Elisa Lucinda                | atriz, escritora e cantora                                                  | 2009              |
| Lauro Quadros                | jornalista, radialista, comentarista esportivo, ex-vereador de Porto Alegre | 2009              |
| Milton Jung                  | jornalista e radialista                                                     | 2009              |
| Caco Barcellos               | jornalista e apresentador                                                   | 2009              |
| Duca Leindecker              | cantor, compositor e escritor                                               | 2009              |
| Paulo Sant'Ana               | escritor e comentarista esportivo                                           | 2009              |
| Wander Wildner               | cantor                                                                      | 2010              |
| Milton Hatoum                | escritor                                                                    | 2010              |
| Frei Betto                   | frade, jornalista e escritor                                                | 2010              |
| Luiz Carlos Felizardo        | fotógrafo                                                                   | 2010              |
| Eduardo Bueno                | historiador e apresentador                                                  | 2010              |
| Alice Urbim                  | jornalista e produtora                                                      | 2010              |
| Jane Tutikian                | escritora e professora universitária                                        | 2011              |
| Cida Moreira                 | cantora e atriz                                                             | 2011              |
| Ney Matogrosso               | cantor e compositor                                                         | 2011              |
| Thiago de Mello              | poeta e escritor                                                            | 2011              |
| Ana Maria Bahiana            | jornalista e crítica musical                                                | 2011              |
| Zuenir Ventura               | jornalista e escritor                                                       | 2011              |
| Cláudia Tajes                | escritora                                                                   | 2011              |
| João Donato                  | pianista, cantor e compositor                                               | 2011              |
| Cláudia Laitano              | jornalista                                                                  | 2012              |
| Denise Stoklos               | dramaturga e atriz                                                          | 2012              |
| Adão Iturrusgarai            | cartunista e roteirista de cinema                                           | 2012              |
| Fanny Abramovich             | escritora                                                                   | 2012              |
| Ná Ozzetti                   | cantora                                                                     | 2012              |
| Amanda Costa                 | escritora e terapeuta                                                       | 2012 e 2013       |

## Títulos e homenagens
Em 1998, Ruy Carlos Ostermann recebeu o Título Honorífico de Cidadão de Porto Alegre.
Em 2011, recebeu a honraria máxima do parlamento gaúcho, a Medalha do Mérito Farroupilha.
Em 2024, o jornalista Carlos Guimarães lançou durante a Feira do Livro de Porto Alegre a biografia de Ruy Carlos Ostermann, intitulada "Um encontro com o Professor".
Em 2024, recebeu o Prêmio RBS de Jornalismo, Esporte e Entretenimento e o Troféu Escritor do Ano, da Academia Rio-Grandense de Letras.
A Revista Press Advertising criou o "Troféu Ruy Carlos Ostermann", destinado a homenagear comentaristas e jornalistas do Rio Grande do Sul.

## Obras
- Nove do sul. Porto Alegre: Instituto Estadual do Livro, 2002. Coletânea de nove contistas, dentre eles Ruy Carlos Ostermann.[50]
- O admirável futebol brasileiro. Porto Alegre: Ed. de Gaúcha, 1970. Em coautoria com Cid Pinheiro Cabral.[51][52]
- A paixão do futebol. Porto Alegre: Movimento, 1976.[53]
- Itinerário da derrota: crônica de cinco Copas do Mundo sem Pelé. Porto Alegre: Artes e Ofícios, 1992. ISBN 8585418095.[54] Em colaboração com Ricardo Russo.[55]
- Meu coração é vermelho. São Paulo: Mercado Aberto, 1999.[56] Contém homenagens ao cronista Cid Pinheiro Cabral e ao chargista Sampaulo.[57] O livro é considerado uma homenagem aos 90 anos do Internacional.[15]
- Até a pé nós iremos. Porto Alegre: Mercado Aberto, 2000. (homenagem ao Grêmio).[58]
- Hip! Hip! Hip! Hurra! União! Porto Alegre: Cena Design, 2001. (homenagem ao Grêmio Náutico União).[59][60]
- O Nome do Jogo. Porto Alegre: Sagra Luzzatto, Livraria Palmerinca, 1998. ISBN 85-241-0594-1.[61] Coletânea de crônicas publicadas no jornal Zero Hora de 1993 a 1998.[62]
- Meia encarnada, dura de sangue: literatura e esporte. Porto Alegre, 2001. ISBN 8574210730. Ruy Carlos Ostermann foi o organizador da coletânea de escritores gaúchos e autor do capítulo de apresentação.[63][64]
- Felipão, a alma do penta. Porto Alegre: Zero Hora Publicações, 2002. ISBN 858610342x.[65][66] Biografia de Luiz Felipe Scolari, que também foi editado em Portugal.[67]
- Dicionário de contrabandos: confidências diárias além do futebol. Porto Alegre, 2004. ISBN 8589489663.[68]